# Fanny Crosby
Frances Jane van Alstyne, nata Crosby, più comunemente nota come Fanny Crosby, (Brewster, 24 marzo 1820 – Bridgeport, 12 febbraio 1915) è stata una poetessa, compositrice e missionaria statunitense.
Scrisse più di 8000 inni e canzoni gospel con oltre 100 milioni di copie stampate, nonostante fosse diventata cieca poco dopo la nascita.
Produsse inoltre più di 1000 poesie laiche e pubblicò quattro libri di poesie, oltre a due autobiografie. La sua vasta opera comprende anche canzoni popolari laiche, canzoni politiche e patriottiche e almeno cinque cantate su temi biblici e patriottici, tra cui The Flower Queen, la prima cantata laica di un compositore americano.

## Primi anni e formazione
Frances Jane Crosby nacque nel 1820 nel villaggio di Brewster, a circa 80 km a nord da New York. Secondo C. Bernard Ruffin, i suoi genitori erano probabilmente cugini di primo grado. Tuttavia Fanny Crosby riportò nelle sue memorie del 1906 di non sapere nulla del suo lignaggio, probabilmente a causa del forte imbarazzo.
Crosby era orgogliosa delle sue origini puritane. Rintracciò i suoi antenati in Anna Brigham e Simon Crosby che arrivarono a Boston nel 1635 (tra i fondatori dell'Harvard College). I loro discendenti si sposarono con le famiglie della Mayflower, facendo di Crosby una discendente di William Brewster, Edward Winslow e Thomas Prence.
All'età di sei settimane Crosby ebbe un raffreddore e sviluppò un'infiammazione agli occhi. Le furono applicati impacchi di senape, una procedura che secondo Crosby avrebbe danneggiato i suoi nervi ottici rendendola cieca, ma gli attuali medici pensano che la sua cecità fosse più probabilmente congenita e, data la sua età, potrebbe non essere stata notata dai suoi genitori.
Suo padre morì nel novembre 1820 quando Fanny aveva solo sei mesi, quindi fu allevata da sua madre e sua nonna materna, le quali le trasmisero i principi cristiani, aiutandola a memorizzare lunghi passaggi della Bibbia e spingendola a diventare un membro attivo della Chiesa episcopale metodista di John Street a Manhattan.
Quando Crosby aveva tre anni, la famiglia si trasferì a North Salem, New York. Nell'aprile del 1825 fu visitata dal chirurgo Valentine Mott, il quale concluse che le sue condizioni erano inoperabili e che la sua cecità sarebbe stata permanente.
Crosby studiò al New York Institution for the Blind (NYIB) nel 1835, dove imparò a suonare il piano, l'organo, l'arpa e la chitarra, e divenne un bravo soprano.

## Carriera iniziale (1843–1858)
Dopo la laurea presso il NYIB nel 1843, Crosby si unì a un gruppo di lobbisti a Washington sostenendo l'istruzione per i non vedenti. Fu la prima donna a parlare al Senato degli Stati Uniti, leggendovi una poesia. Apparve davanti alle case comuni del Congresso e recitò queste righe: 

Illustrious band! may we not hope the scene

You now behold will prove to every mind

Instruction hath a ray to cheer the blind.»

Banda illustre! potremo non sperare la scena

Ora ecco, dimostrerete ad ogni mente

Che l'istruzione ha un raggio per rallegrare il cieco.»
Crosby fu tra gli studenti del NYIB che tenne un concerto per il Congresso il 24 gennaio 1844. Recitò una composizione originale che chiedeva un'istituzione per l'educazione dei non vedenti in ogni stato che fu elogiata da John Quincy Adams, tra gli altri. Due giorni dopo, fece parte di un gruppo di studenti della Blind Institution ad una presentazione a personaggi illustri a Trenton, nel New Jersey, dove recitò una poesia originale che chiedeva l'aiuto e l'educazione dei non vedenti. Il presidente James K. Polk visitò il NYIB nel 1845 e Crosby recitò una poesia che compose per l'occasione elogiando il governo repubblicano. Nel 1851 si rivolse al legislatore dello stato di New York.
Nell'aprile del 1846, Crosby parlò prima di una sessione congiunta del Congresso degli Stati Uniti, con delegazioni delle istituzioni per i ciechi di Boston e di Filadelfia a favore dell'istruzione dei non vedenti. Testimoniò davanti a una speciale sottocommissione congressuale e si esibì nella sala della musica alla Casa Bianca per il presidente Polk e sua moglie. Tra le canzoni vi era una sua composizione:
Crosby insegnò grammatica, retorica e storia al NYIB dal 1846 fino al suo matrimonio avvenuto nel 1858. In quel periodo strinse amicizia con il futuro presidente degli Stati Uniti Grover Cleveland. I due trascorrevano molte ore insieme alla fine di ogni giornata e spesso egli trascriveva le poesie che lei gli dettava.

## Fede cristiana
Crosby fu un membro di lunga data della Baptist Church della Sixth Avenue a Brooklyn, dove servì come missionaria battista consacrata, diaconessa e predicatrice laica. Scrisse inni insieme al suo ministro Robert Lowry come All the Way My Savior Leads Me e molti altri.
Crosby frequentò numerose chiese tra cui la Chiesa dei pellegrini di Plymouth a Brooklyn Heights guidata dall'abolizionista congregazionalista Henry Ward Beecher, la chiesa episcopale della Trinità, la chiesa riformata olandese nord-occidentale e la chiesa presbiteriana centrale (in seguito conosciuta come il Tabernacolo di Brooklyn). In seguitò dichiarò che uno dei suoi predicatori preferiti era Theodore Ledyard Cuyler, ministro della Chiesa riformata olandese nord-orientale.
Nel 1877 Crosby conobbe William J. Kirkpatrick, uno dei più prolifici compositori di brani musicali gospel, insieme al quale scrisse numerosi inni tra cui I Am Thine, O Lord:

## Inizi della carriera da scrittrice (1841-1865)

### Poesia
Il primo poema pubblicato da Crosby fu inviato a sua insaputa a P.T. Barnum, che lo pubblicò nel suo The Herald of Freedom. Fu esaminato da George Combe, un frenologo scozzese in visita, che definì Crosby una "poetessa nata".
Nel 1841 il New York Herald pubblicò l'elogio di Crosby sulla morte del presidente William Henry Harrison, iniziando così la sua carriera letteraria. Le sue poesie furono pubblicate frequentemente su The Saturday Evening Post, Clinton Signal, Fireman's Journal e Saturday Emporium.
Crosby dapprima fu riluttante a pubblicare le sue poesie, poiché le considerava "produzioni non finite", ma alla fine acconsentì perché avrebbe pubblicizzato l'istituzione e raccolto fondi per essa. Il suo primo libro A Blind Girl and Other Poems fu pubblicato nell'aprile 1844. Nel 1853 fu pubblicata la sua raccolta Monterey and Other Poems che includeva poesie incentrate sulla guerra messico-statunitense  e una poesia che supplicava gli Stati Uniti di aiutare le persone colpite dalla carestia di patate irlandese.
Nel 1853 la sua poesia The Blind Orphan Girl fu inclusa in The History of the Blind Vocalists di Caroline M. Sawyer. Il suo terzo libro A Wreath of Columbia's Flowers fu pubblicato nel 1858 all'incirca quando si dimise dalla Blind Institution e si sposò. Contiene quattro racconti e 30 poesie.

### Canzoni popolari
Crosby era stata ispirata dal successo delle melodie di Stephen Foster, così lei e George F. Root scrissero almeno 60 canzoni popolari tra l'agosto 1851 e il 1857, alcune per gli spettacoli da menestrello. Gli spettacoli di menestrelli avevano una reputazione negativa tra alcuni cristiani e musicisti classici, quindi la loro partecipazione a queste composizioni fu deliberatamente oscurata.
Nell'estate del 1851 George Root e Crosby insegnarono entrambi al North Reading Musical Institute di North Reading, nel Massachusetts. I testi di Crosby erano basati su un suggerimento di Root, che lei descrisse come "il dolore di un uomo di colore per la morte della sua amata".
La prima canzone popolare di successo di Crosby e Root fu The Hazel Dell.
Altre canzoni scritte da Crosby e Root includevano O How Glad to Get Home e They Have Sold Me Down the River. La loro canzone There Music in the Air divenne un successo e fu elencata in Variety Music Cavalcade come una delle canzoni più popolari del 1854.

### Cantate
Tra il 1852 e il 1854 Crosby scrisse The Flower Queen e The Coronation of the Rose, quest'ultima spesso descritta come "la prima cantata laica scritta da un americano".
La seconda cantata Root-Crosby fu Daniel, or the Captivity and Restoration, basata sulla storia di Daniele nel Vecchio Testamento. Fu composto nel 1853 per il coro di Root nella Mercer Street Presbyterian Church di Manhattan. Questa cantata comprendeva 35 canzoni, con musica composta da William Batchelder Bradbury e parole di Crosby e dello studente del Seminario teologico dell'Unione Chauncey Marvin Cady. Alcuni dei suoi principali cori furono eseguiti per la prima volta il 15 luglio 1853 dagli studenti del Root's New York Normal Institute.
Nel 1854 Root e Crosby collaborarono per comporre The Pilgrim Fathers, descritto come un "punto di riferimento antebellico" nelle cantate drammatiche.  Crosby inoltre scrisse il libretto per una cantata intitolata The Excursion, e la cantata natalizia The Christmas.

### Canzoni politiche
Crosby scrisse canzoni di natura politica, come ad esempio sulle principali battaglie della guerra messico-statunitense e della guerra civile americana.
Alle elezioni presidenziali degli Stati Uniti del 1840 fu un'ardente democratica e scrisse versi contro il candidato William Henry Harrison. Nel 1852 cambiò la sua fedeltà politica dal sostegno ai democratici pro-schiavitù ai Whigs anti-schiavitù, dedicando loro la poesia Carry Me On nel 1852.
Sebbene a quel tempo si considerasse una democratica, Crosby era una grande ammiratrice del principale senatoreWhig Henry Clay del Kentucky, che nel 1848 fece un tour nelle grandi città orientali, visitando la New York Institution for the Blind a New York.
Crosby fu un'abolizionista convinta e sostenne Abraham Lincoln e il Partito repubblicano. Dopo la guerra civile fu una devota sostenitrice della Grande Armata della Repubblica e dei suoi obiettivi politici.

### Canzoni patriottiche

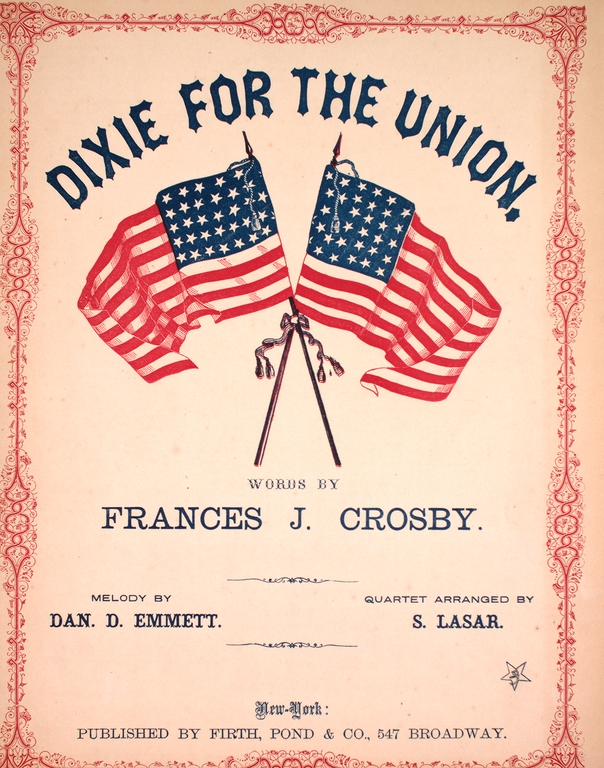
Dixie for the Union (1861)
Testi: Fanny Crosby
Musica: Dan D. Emmett

Crosby scrisse molte poesie a sostegno della causa dell'Unione, tra cui Dixie for the Union, scritto prima dello scoppio delle ostilità sulla melodia di Dixie (la melodia adottata in seguito dagli Stati Confederati d'America come inno patriottico).
Crosby scrisse le parole e William B. Bradbury compose la musica subito dopo essersi incontrati nel febbraio 1864 per la popolare canzone patriottica della Guerra Civile There is a Sound Among the Forest Trees. Il suo testo incoraggia i volontari a unirsi alle forze dell'Unione e incorpora riferimenti alla storia degli Stati Uniti, compresi i Padri pellegrini e la battaglia di Bunker Hill.
Sempre durante la guerra civile americana Crosby scrisse Song to Jeff Davis dedicata a Jefferson Davis, il presidente degli Stati Confederati d'America, che espresse la sua fiducia nella moralità della causa dell'Unione: "Le nostre stelle e strisce stanno sventolando, E Il cielo accelererà la nostra causa". Scrisse inoltre Good-By, Old Arm, un omaggio ai soldati feriti con musica di Philip Philips, Our Country e A Tribute (to the memory of our dead heroes).
Nel settembre del 1908 Crosby scrisse poesie patriottiche per le Figlie della Rivoluzione Americana, tra cui The State We Honor.

## Carriera come scrittrice di inni (1864–1915)

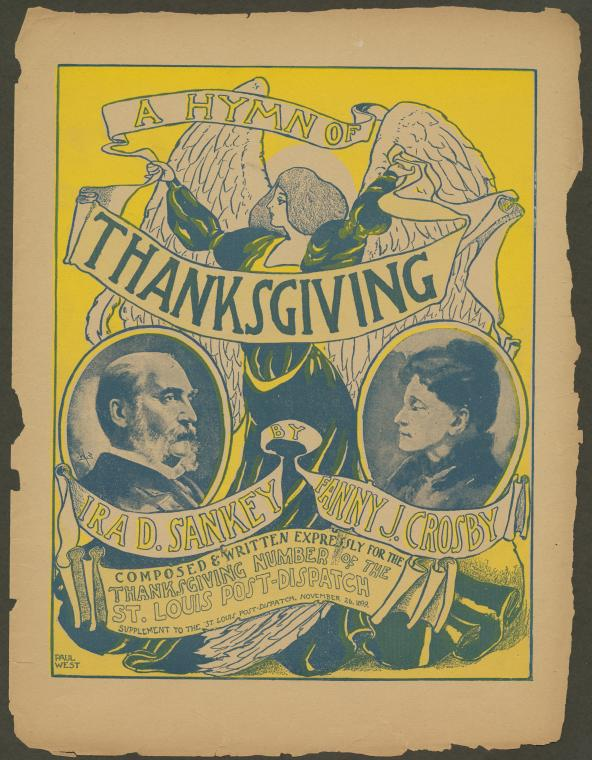
A Hymn of Thanksgiving, 26 novembre 1899

Crosby fu la scrittrice americana di canzoni sacre più prolifica del XIX secolo. Alla fine della sua carriera aveva scritto quasi 9000 inni, usando decine di pseudonimi assegnati a lei dagli editori che volevano mascherare la proliferazione delle sue composizioni nelle loro pubblicazioni.
Si stima che i libri contenenti i suoi testi abbiano venduto 100 milioni di copie. Tuttavia, a causa della scarsa considerazione dei parolieri nell'industria della canzone popolare, Crosby fu un triste esempio di sfruttamento delle scrittrici. Le convenzioni sul copyright dell'epoca attribuivano i diritti non al paroliere ma al compositore della musica.

### Collaboratori di musiche e testi
Howard Doane era un industriale che divenne il principale collaboratore di Crosby nello scrivere musica gospel, componendo melodie per circa 1.500 testi.
All'inizio del 1868 Crosby conobbe Phoebe Palmer Knapp, moglie di Joseph Fairchild Knapp, co-fondatore della Metropolitan Life Insurance Company. I Knapps pubblicarono inizialmente inni per la Sunday Church of Saint John's Methodist Episcopal Church di Brooklyn.  Collaborarono per la prima volta a Notes of Joy, il primo inno edito da Knapp.
Dal 1871 al 1908 Crosby lavorò con Ira Sankey, che contribuì a renderla famosa tra i protestanti di tutto il mondo. Il team evangelista di Sankey e Dwight L. Moody portò molti degli inni di Crosby all'attenzione dei cristiani negli Stati Uniti e in Gran Bretagna. Dopo che la vista di Sankey fu compromessa da un glaucoma nel marzo del 1903, la loro amicizia si approfondì e spesso continuarono a comporre inni con l'organo.

## Missioni di salvataggio e ultimi anni
Molti degli inni di Fanny nacquero grazie al suo coinvolgimento nelle missioni della città, tra cui More Like Jesus , Pass Me Not, O Gentle Saviour e Rescue the Perishing. Celebra il movimento della missione di salvataggio nel suo inno del 1895 The Rescue Band.
Crosby visse per decenni in zone di Manhattan come Hell's Kitchen, the Bowery e the Tenderloin. Era consapevole delle grandi esigenze degli immigrati e dei poveri delle città ed era appassionata di aiutare coloro che la circondavano attraverso missioni di soccorso urbano e altre organizzazioni di ministero compassionevoli. Con suo marito organizzò concerti, con metà del ricavato destinato ad aiutare i poveri.

### 1865-1880

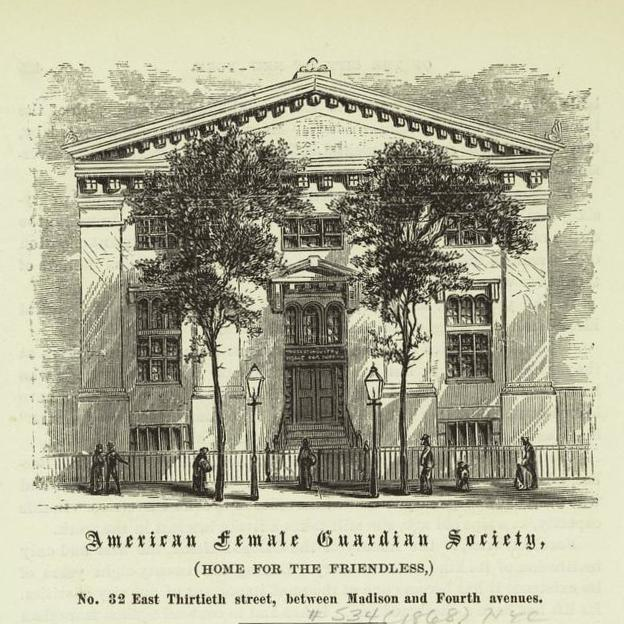
American Female Guardian Society e Home for the Friendless

Crosby sostenne l'American Female Guardian Society e la Home for the Friendless. Scrisse More Like Jesus Would I Be nel giugno 1867 espressamente per il sesto anniversario della missione Howard alla Home for Little Wanderers.

### 1880-1900
Durante i successivi tre decenni dedicò il suo tempo a lavorare in varie missioni di salvataggio in città, tra cui la missione McAuley Water Street, la missione Bowery, la missione Howard e la missione Cremore. Inoltre tenne discorsi alle YMCA, alle chiese e alle prigioni sui bisogni dei poveri delle città. Fu un'appassionata sostenitrice di Frances Willard e della Women's Christian Temperance Union e dei suoi sforzi per sollecitare l'astinenza o la moderazione nell'uso dell'alcol.

### Ultimi anni (1900–1915)
La sua produzione di inni calò negli anni successivi, tuttavia Crosby rimase attiva nel lavoro missionario tra i poveri delle città americane quasi fino alla sua morte.
Alcuni dei suoi ricchi amici contribuivano spesso ai suoi bisogni finanziari, come Doane, Sankey e Phoebe Knapp, sebbene tendesse ancora a donare generosamente a coloro che considerava meno fortunati di lei.

## Morte ed eredità
Crosby morì a Bridgeport di arteriosclerosi e per un'emorragia cerebrale nel 1915.
Crosby fu inserita postuma nella Gospel Music Hall of Fame nel 1975. Il calendario liturgico della Chiesa episcopale degli Stati Uniti ricorda Crosby con una festa annuale dell'11 febbraio. Le sue opere sono incluse in numerosi inni più recenti, tra cui Lift Every Voice and Sing II e African American Heritage Hymnal.

## Vita privata
Nel 1858 Crosby sposò Alexander van Alstyne Jr.,anch'egli cieco e studente del NYIB. 
I due andarono a vivere nel villaggio rurale di Maspeth, ora parte del Queens.
Nel 1859 ebbero una figlia di nome Frances che morì nel sonno poco dopo la nascita. Alcuni credono che la causa fosse la febbre tifoide, anche se Darlene Neptune ipotizza che potrebbe essere stata la SIDS e che l'inno di Crosby Safe in the Arms of Jesus sia stato ispirato dalla sua morte.
Per molti anni il van Alstynes ebbero una vita matrimoniale insolita, e vissero insieme solo in modo intermittente. Nel 1880 si separarono a causa di una frattura nel loro matrimonio di origine incerta.